# Douglas Lucia
Douglas John Lucia (Plattsburgh, Nueva York, 17 de marzo de 1963) es un prelado católico estadounidense. Se desempeña como obispo de Syracuse desde 2019.

## Biografía
Douglas es hijo de Leward Lucia y Betty Pepin. Después de decidir convertirse en sacerdote, Lucia ingresó al Wadhams Hall Seminary College en Ogdensburg, donde recibió una Licenciatura en Artes en 1985.
Continuó su formación sacerdotal en el Seminario Cristo Rey en East Aurora, Nueva York, recibiendo una Maestría en Divinidad en 1989.

### Sacerdocio
Lucia fue ordenado sacerdote para la diócesis de Ogdensburg en la Catedral de Santa María por el obispo Stanislaus Joseph Brzana el 20 de mayo de 1989.
En 1997, Lucía viajó a Roma para estudiar en la Universidad Pontificia de Santo Tomás de Aquino. Después de que Lucia regresó a Ogdensburg en 1999, Brzana lo nombró vicario judicial adjunto y vicecanciller de la diócesis. También se convirtió en administrador de la parroquia de San Rafael en Heuvelton, Nueva York, y trabajó a tiempo parcial como capellán en el Centro Correccional de Gouverneur en Nueva York.
En 2000, el obispo Gerald Barbarito nombró a Lucia como su presbítero-secretario y en 2003 como director de vocaciones. En 2004, el obispo Robert Cunningham nombró a Lucia como canciller y vicario episcopal para servicios diocesanos. En 2017, Lucia se convirtió en párroco de la parroquia St. Mary's en Waddington, Nueva York, y de la parroquia St. John the Baptist en Madrid, Nueva York.
Lucía entrenó a equipos juveniles de hockey sobre hielo antes de mudarse a Syracuse.

### Episcopado
El Papa Francisco nombró a Lucia para suceder a Cunningham como obispo de Syracuse el 4 de junio de 2019. El 8 de agosto de 2019, Lucia fue consagrado por el cardenal Timothy Dolan, con los obispos Terry R. LaValley y Robert Cunningham como co-consagradores.
En junio de 2020, Lucia anunció que la diócesis se acogería al Capítulo 11 de la Ley de Quiebras. Se enfrentaba a más de 100 presuntas víctimas de abuso sexual. Lucia declaró que quería asegurarse de que todas las presuntas víctimas recibieran alguna compensación, en lugar de que unas pocas recibieran la mayor parte de la compensación antes de que las víctimas posteriores pudieran tener su oportunidad, aunque un abogado, Jeff Anderson (cuyo bufete de abogados sería el que más ganaría económicamente si se continuase con la legislación individual), dijo que la diócesis buscaba evitar las demandas.